# Freaks (pel·lícula de 1932)

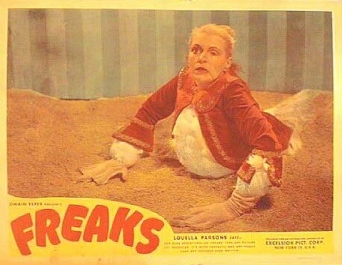
Cartell promocional de la pel·lícula mostrant l'actriu Olga Baclanova (1949)

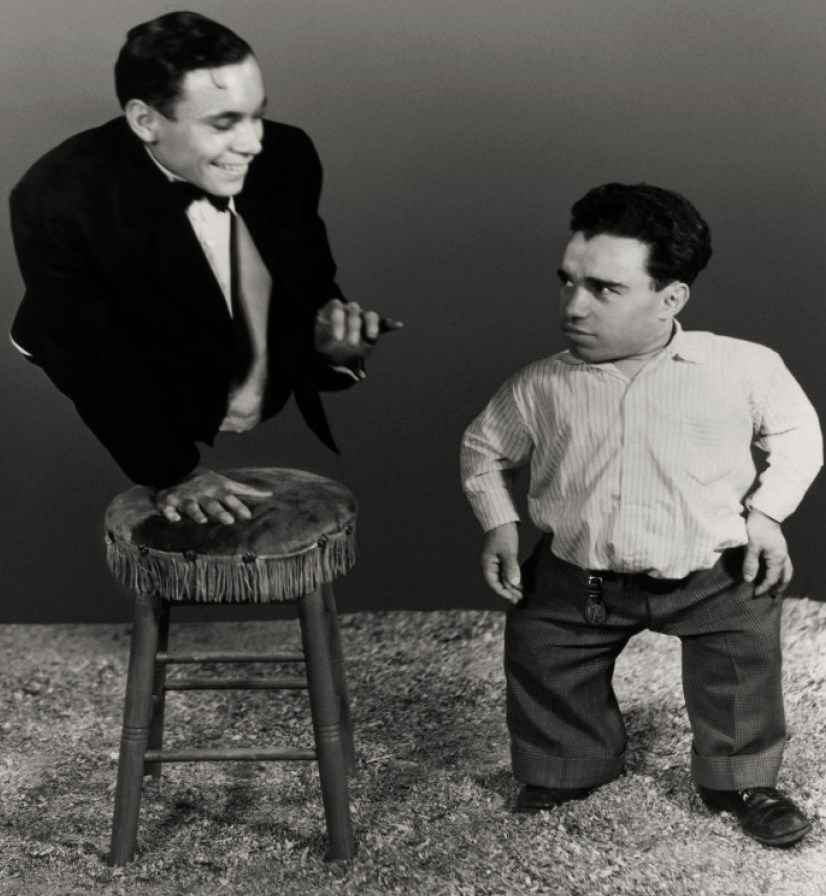
Johnny Eck i Angelo Rossitto en una escena del film

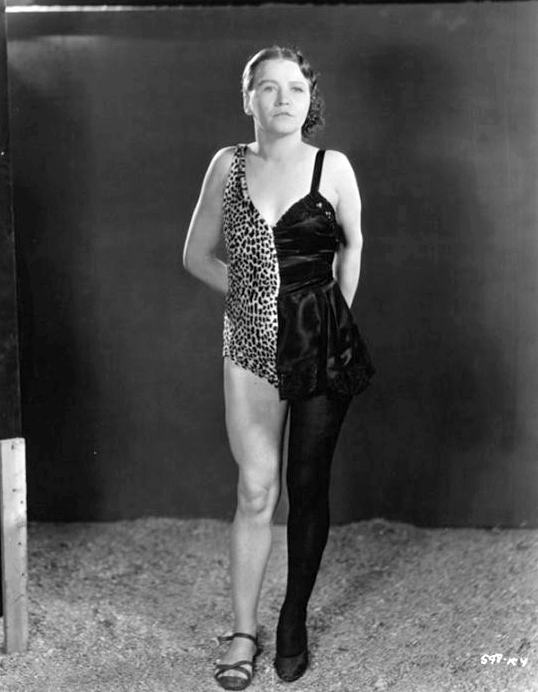
Josephine Joseph, l'hermafrodita

Freaks és una pel·lícula de l'any 1932 dirigida per Tod Browning i protagonitzada per Wallace Ford i Olga Baclanova.

## Argument
Els nans Hans (Harry Earles) i Frieda (Daisy Earles) formen part d'un espectacle ambulant en què actuen la dona barbuda (Olga Roderick), el tors vivent (Prince Randian), l'hermafrodita (Josephine Joseph), les germanes siameses Hilton (Daisy i Violet Hilton) i alguns altres éssers microcefàlics, anormals i deformes. Hans se sent atret per la bella i perversa trapezista Cleopatra (Olga Baclanova), que el deixa fer per a poder robar-li uns diners que acaba d'heretar. Cleopatra i el seu còmplice Hèrcules (Henry Victor) intenten enverinar el nan.

## Context històric i artístic
Emmascarada darrere una història d'amor i venjança, aquesta pel·lícula és una oda a l'anomalia i a la malformació física, suggerida per l'antiga creença de la maledicció divina de la fatalitat. En són protagonistes nans, esguerrats, contrafets i deficients, éssers alguna vegada anomenats monstruosos i maleïts com a transmissors de desgràcies i infortunis. Equidistant entre el melodrama d'escola expressionista i el cinema fantàstic sorgit en una època estigmatitzada per la Gran Depressió de l'any 1929, aquest film és una commovedora faula de terror, crueltat i tragèdia, la qual es veu sovint carregada de sentimentalisme i alleugerida amb ruixats d'humor grotesc i macabre. Però és en la seua aparença de malson i en la rara poètica de l'aberració on sorgeix una xocant visió romàntica de la diferència i és llavors quan l'obra estableix una idiosincràcia estètica i una moral pròpia. Les criatures disformes i microcefàliques que apareixen en pantalla són reals (es guanyaven la vida al circ Barnum) i això amplia el caràcter inaudit d'un film ara venerat, però que en el seu moment fou acusat d'obscè, immoral, explotador i de mal gust. De fet, el públic el va refusar i seria repudiat pel cap de la Metro-Goldwyn-Mayer, Louis B. Mayer, el qual va ordenar reduir el metratge original (se'n van tallar 26 minuts, mai més recuperats) per a després malvendre els drets d'exhibició a una cadena d'autocines i side-shows. Confrontant la bellesa amb la deformitat i la benevolença amb la perversió, Tod Browning acaba assenyalant que els en aparença més normals poden ésser en realitat els més dolents i sinistres.
Pudents i fastigosos monstres! 
La pel·lícula conté seqüències de poderosa força estètica i expressiva, imatges que captivarien posteriors generacions de cinèfils i cineastes, un d'ells David Lynch. Rodada uns mesos després d'haver dirigit Bela Lugosi en Dràcula (1931), Freaks seria una de les darreres pel·lícules que realitzés l'insomne i alcohòlic Tod Browning, qui en la seua joventut havia treballat d'acròbata i contorsionista de circ.

## Repartiment
- Wallace Ford (Phroso)
- Leila Hyams (Venus)
- Olga Baclanova (Cleopatra)
- Rosco Ates (Roscoe)
- Henry Victor (Hercules)
- Rose Dione (Madame Tetrallini)
- Harry Earles (Hans)
- Daisy Earles (Frieda)
- Daisy and Violet Hilton (les germanes siameses)
- Schlitzie (ell mateix)
- Josephine Joseph (l'hermafrodita)
- Johnny Eck (mig noi)
- Frances O'Connor (dona sense braços)
- Peter Robinson (l'esquelet humà)
- JOlga Roderick (la dona barbuda)
- Koo Koo (ell mateix)
- Prince Randian (el tors vivent)
- Martha Morris (dona d'Angeleno)
- Elvira Snow i Jenny Lee Snow (Pinhead Pip)
- Elizabeth Green (noia ocell)
- Angelo Rossitto (Angeleno)
- Edward Brophy i Matt McHugh (els Rollo Brothers)